# Озёрный (Бурятия)
Озёрный — посёлок в Еравнинском районе Бурятии. Административный центр сельского поселения «Озёрное».

## География
Расположен на правом берегу речки Левый Сурхебт (впадает в 11 км к юго-востоку в озеро Большая Харга), в 56 км к северо-востоку от районного центра, села Сосново-Озёрское, в 18,5 км северо-западнее межрегиональной автодороги Р436 Улан-Удэ — Романовка — Чита. К востоку от посёлка находится Озёрное месторождение полиметаллов.

## Население
| 2002 | 2010 |
| ---- | ---- |
| 333  | ↗427 |

## Инфраструктура
Средняя общеобразовательная школа, библиотека, фельдшерско-акушерский пункт, почтовое отделение.

## Экономика
Планируется строительство Озёрного ГОКа.